# デイビッド・ベイツ (競泳選手)
デイビッド・ニール・ベイツ（David Neil Bates、1976年3月4日 - ）は、オープンウォーター水泳での優れた経歴で国際マラソン水泳殿堂入り賞を受賞したオーストラリアのオープンウォータースイマーです。  彼は、イタリアのローマで開催された1994年FINA世界水泳選手権大会で25kmのレースで銀メダルを獲得し、わずか65秒でカナダのグレッグ・ストレッペルに敗れました。   彼は、プール水泳やオープンウォータースイミングのためのオーストラリアのチーム内で選択された最初のスイマーだったし、その後1500メートル自由形のためにプールにアトランタで6位パンパシフィック水泳選手権で泳いだとオープンウォーターのレース。 